# Task Force Argos
La Task Force Argos est une unité de la police du Queensland. Fondée en 1997, elle est chargée d'enquêter sur l'exploitation des enfants et les maltraitances en ligne commises dans des établissements accueillant des jeunes,.
En raison des évolutions technologiques permettant l'accès généralisé à Internet, en 2002 l'unité commence à enquêter sur les problèmes d'exploitation des enfants en ligne. La Task Force Argos a détecté des menaces pesant sur les jeunes dans les salons de discussion, où des prédateurs sexuels cherchent à se rapprocher des enfants dans l'objectif de leur infliger des abus sexuels (pédopiégeage).

## Fonctionnement
Le nom de cette unité de police vient de la mythologie grecque : Argos est un géant doté de nombreux yeux et qui ignore le sommeil, ce qui lui permet d'assurer la garde de la déesse Io. À l'origine, la mission de la Task Force Argos consistait à enquêter sur les signalements de maltraitances infligées à des mineurs sur demande de la Forde Inquiry (en) (Commission of Inquiry into Abuse of Children in Queensland Institutions).
La Task Force Argos coopère étroitement avec ses homologues à l'international afin d'améliorer le sort des jeunes victimes, quelle que soit la région d'où elles proviennent. Cette unité de police, qui s'appuie sur des spécialistes pour identifier les victimes, préside le groupe spécialisé d'Interpol dans les crimes commis contre les enfants. Argos utilise des stratégies fiables pour identifier les victimes, ce qui permet d'identifier les enfants victimes d'abus ainsi que les criminels. Dans une opération sous couverture, Argos s'est emparée d'un site pédopornographique du dark web, ce qui a conduit au sauvetage de 85 enfants et à des centaines d'arrestations, dont celle du pédophile britannique Richard Huckle.
Argos a conclu un partenariat avec Microsoft, géant du logiciel, pour développer une bibliothèque nationale d'images des victimes afin de limiter l'exposition des enquêteurs face aux images d'exploitation des enfants et d'améliorer les perspective de retrouver les enfants en danger. Microsoft a fait don de ses améliorations techniques pour construire cette base de données.
Le travail d'Argos bénéficie d'une reconnaissance internationale en matière de sensibilisation face aux cyberprédateurs. L'équipe a reçu l'International Law Enforcement Cybercrime Award 2011 (Gold award) de la part de la Society for the Policing of Cyberspace (POLCYB), organisation canadienne qui cherche à mettre en valeur les collaborations dans la prévention et la lutte contre la criminalité en ligne.

## Affaires notables
En mars 2002, Argos entame une opération sous couverture contre une personne agissant dans les salons de discussion pour perpétrer des délits sexuels sur des filles mineures. Le prédateur a proposé à un agent d'Argos, se présentant comme une adolescente de 14 ans, de le retrouver à Brisbane pour prendre des photographies dénudées et avoir des relations sexuelles. Au cours des conversations en ligne, le délinquant annonce posséder environ 66 000 images d'enfants exploités. Argos identifie le délinquant et saisit son ordinateur pour identifier les nombreux enfants victimes de ses actes. L'un des enfants avait 12 ans à l'époque des faits et avait rencontré le prédateur via Internet. Un autre enfant avait cinq ans et a été mis à disposition du délinquant par son père, qui avait rencontré le prédateur dans un salon de discussion.
En 2004, un site internet de pédopornographie, situé en Biélorusse, est fermé par une unité internationale, avec la coopération de l'Australian Federal Police et de l'Australian High Tech Crime Centre (en). Cette opération est surnommée Operation Auxin (en). À partir du matériel recueilli, les agents d'Argos ont pu retrouver sept enfants victimes d'abus et les ont mis à l'abri d'autres crimes.
En 2006 a lieu une autre opération d'envergure internationale, surnommée Achilles. Argos s'associe avec le Federal Bureau of Investigation dans une vaste opération sous couverture afin de terrasser un réseau international complexe via lequel des cyberprédateurs créent et distribuent du matériel pédopornographique sur demande. L'Opération Achilles commence en janvier 2006 et s'achève en 2008, avec la mise a exécution de mandats d'arrestations en Australie, aux États-Unis, en Allemagne et au Royaume-Uni. Argos a infiltré le réseau des cyberprédateurs qui vendaient des images et des vidéo montrant de violents abus sexuels sur des mineurs. L'opération Achilles et ses procédures connexes ont conduit à retirer plus de 60 enfants victimes d'exploitation sexuelle, à l'arrestation de 22 membres du réseau et à la fermeture de quatre sites Internet d'exploitation sexuelle d'enfants à des fins commerciales.
En 2016-2017, pendant onze mois, Argos tient sur le darknet un site de pédopornographie : Childs Play dans le cadre de l'Operation Artemis.